# Chợ Đồn (xã)
Chợ Đồn là một xã nằm ở phía tây của tỉnh Thái Nguyên, Việt Nam.

## Địa lý
Xã Chợ Đồn có vị trí địa lý:
- Phía đông giáp xã Bạch Thông và xã Yên Phong
- Phía tây giáp xã Yên Thịnh
- Phía nam giáp xã Yên Phong và xã Nghĩa Tá
- Phía bắc giáp xã Quảng Bạch và xã Đồng Phúc

Xã Chợ Đồn có diện tích 142,10 km², dân số năm 2025 là 16.252 người.
Xã Chợ Đồn là nơi khởi nguồn của sông Cầu với rất nhiều khe suối nhỏ hợp thành như suối Nà Căng và ngòi Sông Cầu. Trên địa bàn xã có quốc lộ 3C, các tỉnh lộ 257, 255.

## Lịch sử
Thị trấn Bằng Lũng được thành lập vào ngày 8 tháng 4 năm 1985 trên cơ sở tách phố Bằng Lũng thuộc xã Ngọc Phái.
Năm 2020, Ủy ban Thường vụ Quốc hội ban hành nghị quyết về việc sắp xếp các đơn vị hành chính cấp xã thuộc tỉnh Bắc Kạn, theo đó sáp nhập toàn bộ 7,41 km² diện tích tự nhiên và 200 người thuộc thôn Bản Cưa của xã Phong Huân vừa giải thể vào xã Bằng Lãng.
Tháng 6 năm 2025, xã Chợ Đồn được thành lập trên cơ sở nhập toàn bộ diện tích tự nhiên, quy mô dân số của xã Ngọc Phái (diện tích tự nhiên là 40,45 km², dân số là 2.622 người), xã Phương Viên (diện tích tự nhiên là 37,58 km², dân số là 3.839 người), thị trấn Bằng Lũng (diện tích tự nhiên là 24,90 km², dân số là 7.694 người) và xã Bằng Lãng (diện tích tự nhiên là 39,17 km², dân số là 2.097 người) của huyện Chợ Đồn. Trụ sở làm việc của xã nằm tại thị trấn Bằng Lũng cũ.

## Hành chính
Đến năm 2019, thị trấn Bằng Lũng có 25 tổ dân phố là 1, 2A, 2B, 3, 4, 5, 6A, 6B, 7, 8, 9, 10, 11A, 11B, 12, 13, 14A, 14B, 15, 16, 17, Bản Duồng 1, Bản Duồng 2, Bản Tàn, Nà Pài.
Xã Bằng Lãng có chín thôn là Tủm Tó, Nà Duồng, Bản Lắc, Tổng Mụ, Khuổi Tặc, Nà Khắt, Nà Niếng, Nà Loọc, Bản Nhì.
Xã Ngọc Phái có tám thôn là Bản Cuôn 1, Bản Cuôn 2, Bản Diếu, Bản Ỏm, Nà Tùm, Phiêng Liềng 1, Phiêng Liềng 2, Cốc Thử.
Xã Phương Viên có chín thôn là Bằng Viễn 1, Bằng Viễn 2, Nà Càng, Nà Quân, Choong, Bản Lanh, Nà Bjoóc, Bản Làn, Nà Mặn.